# Vitichindo di Corvey
Vitichindo di Corvey (in tedesco Widukind von Corvey, in latino Witichindus Saxon o Widukindus Corbeiensis; 925 o 933 – 973 circa) è stato un monaco benedettino dell’abbazia di Corvey e un importante storiografo sassone del decimo secolo.
La sua opera è intitolata dall’autore stesso Res Gestae Saxonicae: tramanda la saga della discendenza dei Sassoni e offre la testimonianza più viva del tempo di Enrico I e Ottone I.

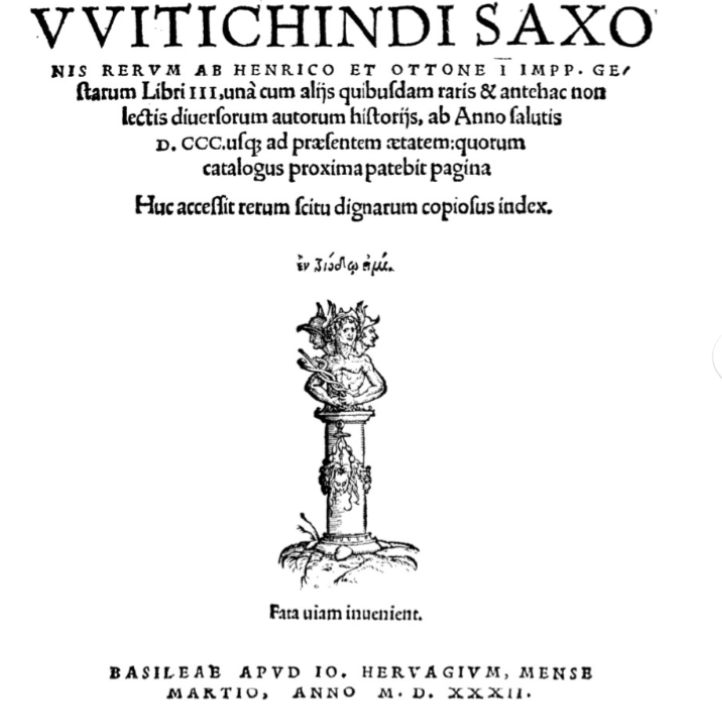
Frontespizio dell'editio princeps.

## Vita
Le notizie sulla vita di Vitichindo sono scarse. Fu di famiglia nobile e, a seguito della somiglianza del nome, è stato considerato un discendente del comandante sassone Widukind che aveva combattuto contro Carlo Magno durante le guerre sassoni dal 777 al 785. Secondo una precedente ipotesi storiografica si suppone che Vitichindo sia entrato a 15 anni, prima del 942, nel monastero benedettino di Corvey sotto l’abate Volkmar I: il suo anno di nascita è stato perciò stabilito intorno al 925. Secondo un’altra opinione, Vitichindo è stato iscritto nella lista di Corvey come bambino dai 6 agli 8 anni e pertanto il suo anno di nascita sarebbe da porsi intorno al 933/935. Nel monastero divenne maestro, ma successivamente fu distolto dalla sua occupazione dalla crescente fama del suo popolo sotto Ottone I e decise di impegnarsi nella stesura della sua Storia dei Sassoni. Fu anche autore di numerosi trattati religiosi che sono oggi andati perduti.

## Res gestae Saxonicae
Res Gestae Saxonicae è un’opera in tre libri e fu originariamente terminata tra il 967 e il 968; gli ultimi capitoli (III. 70-76), che finiscono con la morte di Ottone I nel 973, sono stati aggiunti dopo quella data. L’opera è dedicata a Matilde, figlia dell’imperatore Ottone I che nel 966, all’età di 11 anni, fu nominata badessa di Quedlinburg. C’è accordo generale nel ritenere che la dedica a Matilde non facesse parte del progetto originario, ma che Vitichindo fece alcuni cambiamenti come risultato di questa aggiunta. L’opera si basa per la maggior parte su informazioni ricavate dalla tradizione orale e per lo stile si ispira a modelli classici, principalmente a Sallustio.

### Contenuto
L’opera combina la storia dei Sassoni nella tradizione dell’origo gentis  con le res gestae dei loro più grandi sovrani: Enrico I e Ottone I.
Nel libro I Vitichindo traccia la storia dei Sassoni a partire dalle loro origini leggendarie e dai primi insediamenti nella regione. Menziona molte teorie sulla loro origine: tra queste c’è quella per cui essi siano discendenti dell’esercito di Alessandro Magno. Il resto del libro ha a che fare con la crescita e l’espansione dei Sassoni da quando misero piede per la prima volta sul suolo tedesco a quando governarono l’intero regno orientale dei Franchi e lo difesero dalle invasioni dei barbari dell’Est. Un numero ridotto di episodi selezionati evidenzia gli stadi di questo processo: la conquista del territorio, la vittoria sui Turingi, l’alleanza con i Franchi, la cristianizzazione e la translatio imperii dai Franchi ai Sassoni che avvenne con l’ascesa al trono di Enrico I di cui vengono descritte le res gestae.
Il libro II si apre con una dettagliata descrizione dell’ascesa al trono di Ottone I con riferimento ad alcuni temi specifici: le virtù di Ottone, le minacce esterne e il problema del malcontento interno. Si passa poi all’attacco al nuovo re da parte dei barbari: prima dagli Slavi e poi dagli Ungari. Si offre una descrizione drammatica dello scontro con gli Slavi, mentre gli Ungari vengono solo accennati. Rispetto agli scontri con i barbari descritti nel libro I, quelli del libro II sono trattati molto brevemente. Dopo soli tre capitoli sulle guerre contro i barbari, si passa al tema centrale di questo libro: gli scontri interni al regno. Ottone è chiamato a intervenire nel conflitto fra il duca di Sassonia Bruning e il duca di Franconia Eberhard e da lì si scatenano una serie di altre ribellioni collegate. Le figure centrali di queste rivolte sono Thankmar e Enrico, fratelli di Ottone. La relazione sulle contese interne è interrotta da alcuni brevi passaggi sulle incursioni di barbari: una da parte degli Ungari, due degli Slavi. I barbari sfruttano l’occasione dell’instabilità interna per attaccare, ma Ottone è in grado di contrastarli. Alla fine del libro la pace viene ristabilita con la sconfitta di Enrico, la successiva riconciliazione con Ottone e l’annessione da parte di questi della Borgogna al suo regno. In questa atmosfera di vittoria e pace, Vitichindo si volge alla caratterizzazione di Ottone e dei suoi fratelli.
Il libro III ha carattere più annalistico rispetto ai precedenti libri e fa riferimento ad avvenimenti interni ed esterni al regno, inclusa la conquista dell’Italia da parte di Ottone. È dominato da tre eventi principali: la ribellione di Liudolfo, figlio di Ottone, la vittoria sugli Ungari a Lech  e la ribellione del giovane Wichmann, vassallo di Ottone. In questo senso le due grandi ribellioni fanno da cornice alla più grande vittoria esterna. Ancora più di quanto avviene nel libro II, le due ribellioni del libro III sono presentate dal punto di vista dei ribelli verso i quali Vitichindo mostra più simpatia. Tuttavia la sconfitta finale di Wichmann che conclude l’opera nella sua forma originaria  risulta perfettamente ortodossa: fu la fine di tutti coloro che presero le armi contro Ottone. La struttura del libro III costituisce una sorta di sintesi del contenuto dei libri precedenti: le guerre esterne del libro I vengono combinate con le ribellioni interne, mostrando Ottone vincitore in entrambi gli ambiti.

#### Personaggi
Nella sua opera Vitichindo offre dettagliate descrizioni di tre personaggi: Enrico I, Ottone I e Matilde (madre di Ottone). Il ritratto dei due sovrani risponde a quello di valorosi guerrieri germanici e di sovrani carismatici e segue lo stile del Vita Karoli di Eginardo.
La caratterizzazione di Enrico I  avviene poco prima della sua morte e subito dopo la sua più grande vittoria sugli Ungari a Riade (933), dopo la quale fu proclamato imperatore dall’esercito. La descrizione di Enrico si apre con un riferimento alla sua straordinaria generosità riportando degli esempi concreti della sua virtù. Continua poi elencando le varie qualità fisiche e intellettuali: Enrico è descritto come saggio e prudente, gran cacciatore al punto da aver una volta ha catturato più di 40 animali in un’unica spedizione. La descrizione della morte di Enrico è breve e si focalizza principalmente sui preparativi per la successione del regno.
La descrizione di Ottone I è posta verso la fine del libro II,  nel punto in cui ha sconfitto tutti i suoi nemici dentro e fuori dalla Nazione e si è riconciliato con il fratello Enrico. Vitichindo considera Ottone il più importante dei due governatori. La prima virtù attribuita a Ottone è indicata come pietas, da intendersi come sinonimo sia di clemenza verso i nemici sia di lealtà verso gli amici. Vitichindo ritrae una sorta di grande uomo in una cerchia di amici, un sovrano che si distingue per le sue virtù: clementia/pietas, generosità e liberalità, fidelitas e constantia. La lealtà di Ottone nei confronti degli amici (fidelitas) è espressa dal fatto che egli rifiuta di credere a qualsiasi cosa a loro sfavorevole e li perdona nel caso fosse stato offeso da loro. Ottone è descritto come intellettuale: dopo la morte della regina Edith, ha imparato a leggere e sapeva parlare francese e slavo. Amava cacciare e i giochi da tavola, si esercitava nei giochi cavallereschi. Era di sonno leggero e parlava sempre nel sonno. A differenza di Enrico, Ottone è il sovrano consacrato nel senso che ha ricevuto l’unzione e l’incoronazione.  La descrizione della morte di Ottone è religiosa: dopo aver trascorso la giornata in chiesa, si ammala durante i vespri; riceve l’estrema unzione e muore subito dopo.
La terza lunga descrizione riguarda l’imperatrice Matilde, madre di Ottone I, scritta probabilmente nel 968, poco dopo la morte di lei. Vitichindo propone il ritratto di una donna che, rimasta vedova, si offre al servizio di Dio. Matilde è descritta come estremamente religiosa, caritatevole nei confronti degli ammalati e dei bisognosi. Nonostante quest’aura religiosa, viene presentata anche come ricca di dignità regale. Era inoltre una donna istruita; ricevette educazione scolastica e a sua volta istruì servi e parenti in molti ambiti, incluso quello delle lettere. Il ritratto di Matilde va inteso nel generale contesto del ruolo delle donne nella società ottoniana. Il fatto che Vitichindo dedichi la sua opera ad un’altra Matilde, sua nipote, spiega il motivo di una lunga descrizione di una donna menzionata solo due volte nell’intera opera.

## Tradizione del testo
L’opera di Vitichindo è conservata in 5 manoscritti: 
- Dresden, Sächsische Landesbibliothek, J.38 (ca. 1200)
- London, British Library, Add. 21109 (XII secolo)
- München, Bayerische Staastsbibliothek, Clm 4029 (XVI secolo)
- Montecassino, Archivio della Badia, 298 (XI secolo)
- Berlin, Staatsbibliothek zu Berlin, lat. oct. 198 (XIII secolo)

È inoltre trasmessa da un’edizione a stampa e dalla testimonianza indiretta di Frutolfo di Michelsberg, più antica di tutti i codici conservati. Il manoscritto di Monaco e l’editio princeps di Martin Frecht, derivano in linea indipendente da un manoscritto oggi perduto, che era conservato nell'abbazia di Eberbach. Il testimone di Montecassino, 298 secondo Paul Hirsch deriva da un esemplare di origine tedesca che fu portato in Italia. Sono attestate tre redazioni del testo: A (ms. di Dresda), B (mss. Londinese, Monacense e princeps) e C (mss. Cassinese e Berlinese). In A il testo si arresta al cap. 69 del libro III (morte del ribelle Wichmann), mentre in B e C prosegue fino alla morte di Ottone. In tutti i manoscritti si parla di una finis libelli in riferimento alla campagna contro Wichmann che si chiude al cap. III, 69; perciò i capitoli III, 70-76 derivano da una seconda stesura d'autore, senza però che ci sia stata una revisione complessiva. Paul Hirsch ritiene che A sia una recensio brevior strutturalmente più antica delle altre, ma poco conforme nel testo alla stesura originaria; B invece sarebbe la versione formalmente più vicina all'originale e C deriverebbe da B.

## Giudizi sull’opera
L’opera, a causa della tendenza fortemente prosaica, di una serie di dubbie affermazioni e di alcune omissioni di eventi centrali (l’incoronazione imperiale di Ottone I a Roma nel 962, la fondazione degli episcopati di Brandeburgo e di Havelberg e dell’arcivescovado di Magdeburgo nel 968, risulta assai discutibile nel suo valore di fonte ed è oggetto di continua ricerca. Contributo imprescindibile è quello offerto da Helmut Beumann nel 1950. Beumann combina filologia e storia del pensiero e colloca Vitichindo nella tradizione letteraria della storiografia e dei ritratti di sovrani a partire dall’antica Roma; allo stesso tempo pone grande attenzione al contesto della Germania del X secolo. Il risultato è che un’apparente semplice narrazione di un monaco che cerca di relazionarsi agli affari secolari diventa un sofisticato trattato sul potere reale e imperiale, politica ecclesiastica e problematiche costituzionali. Secondo Beumann, Vitichindo esprimerebbe due scopi differenti della sua opera:
1. Nella prefazione originale dichiara di voler celebrare i principi Sassoni: tutti gli uomini illustri della Sassonia, non solo la dinastia reale.
2. Nella dedica a Matilde, nell’introduzione all’intera opera e ai singoli libri si fa avanti come l’umile servitore della gloriosa dinastia con lo scopo di celebrare le grandi gesta di Enrico e Ottone[6].

Studi successivi a Beumann su Vitichindo sono stati condotti da Bornscheuer, Karpf, Althoff, Keller  e Fried. 
Rilevanti sono le posizioni, fra loro contrastanti, di Althoff e Fried. Secondo Althoff l’opera può essere utilizzata come fonte certa per lo studio della storia ottoniana. Nella sua ottica, la libertà di cambiamento e deformazione degli eventi era limitata dal momento che si trattava di fatti in cui i potenti del tempo avevano interesse; qualsiasi variazione non sarebbe stata pertanto possibile. Inoltre Althoff attribuisce alla Storia dei Sassoni valore di manuale o di speculum principum: dopo la morte dell’arcivescovo Guglielmo di Magonza (968), Matilde era l’unica rappresentante della casata degli Ottoni a nord delle Alpi e l’opera avrebbe dovuto fornire alla giovane figlia dell’imperatore delle informazioni sulla storia contemporanea (coscienza sassone del proprio ruolo, imprese dei re ottoniani, conoscenza dei contrasti tra il re e i potenti del regno). Se si accettasse il carattere di uno speculum principum per la storia dei Sassoni, per Althoff i punti fondamentali dell’opera e le omissioni (la politica dell’Italia e la politica della missione e della chiesa) si spiegherebbero in riferimento alle sfere di competenza di Matilde dopo il 968. Di contro, Fried sostiene che Vitichindo non fosse sufficientemente informato sugli eventi di una o due generazioni a lui precedenti e che si fosse affidato a fonti esclusivamente orali per la ricostruzione del passato: di conseguenza, l’opera non sarebbe in grado di fornirci un quadro veritiero di quello che accadde.

### Edizioni
- (LA) Widukind von Corvei, Die Sachsengeschichte, neu bearbeitet von Paul Hirsch, in verbindung mit Hans-Eberhard Lohmann, Hannover, Hahnsche Buchhandlung, 1935 («Monumenta Germaniae Historica. Scriptores rerum Germanicarum in usum scholarum separatim editi», 60).
- Widukind di Corvey, Le imprese dei Sassoni, introduzione, traduzione e note a cura di Paolo Rossi, Pisa, Pisa University Press, 2021, ISBN 978-88-333-9512-8 («Fonti tradotte per la storia dell'Alto Medioevo»).

### Monografie
- (DE) Helmut Beumann, Widukind von Korvey. Untersuchungen zur Geschichtsschreibung und Ideengeschichte des 10. Jahrhunderts (= Veröffentlichungen der Historischen Kommission für Westfalen. Historische Kommission für Westfalen. Vol. 10,3 = Abhandlungen zur Corveyer Geschichtsschreibung. Vol. 3), Böhlau, Weimar 1950.
- (DE) Franz Josef Schröder, Völker und Herrscher des östlichen Europa im Weltbild Widukinds von Korvei und Thietmars von Merseburg. Dissertation, Münster 1975.
- (DE) Katharina Vaerst, Laus inimicorum oder Wie sag’ ich’s dem König? – Erzählstrukturen der ottonischen Historiographie und ihr Kommunikationspotential. Monsenstein und Vannerdat, Münster 2010 ISBN 978-3-8405-0012-1

### Studi
- (DE) Gerd Althoff, Widukind von Korvey. Kronzeuge und Herausfordrung, in Frühmittelalterliche Studien, vol. 27, De Gruyter, 1993, pp. 253–272.
- (DE) Helmut Beumann, Historiographische Konzeption und politische Ziele Widukinds von Corvey, in La storiografia altomedievale, Spoleto 1970, pp. 857–894.
- (DE) Hagen Keller, Widukinds Bericht über die Aachener Wahl und Krönung Ottos I, in Frühmittelalterliche Studien, 29 (1995), pp. 390–453.
- (DE) Johannes Laudage, Widukind von Corvey und die deutsche Geschichtswissenschaft, in Von Fakten und Fiktionen. Mittelalterliche Geschichtsdarstellungen und ihre kritische Aufarbeitung, Böhlau, Köln u. a. 2003, ISBN 3-412-17202-2, pp. 193–224.
- (DE) Bernd Schneidmüller, Erziehung und Politik. Zur Sachsengeschichte Widukinds von Corvey, in Mitteilungen des Mindener Geschichtsvereins, 53 (1981), pp. 143–150.
- (DE) Bernd Schneidmüller, Widukind von Corvey, Richer von Reims und der Wandel politischen Bewußtseins im 10. Jahrhundert, in Carl Richard Brühl, Bernd Schneidmüller (Hrsg.): Beiträge zur mittelalterlichen Reichs- und Nationsbildung in Deutschland und Frankreich (= Historische Zeitschrift. Beihefte NF 24), Oldenbourg, München 1997, ISBN 3-486-64422-X, pp. 83–102.
- (DE) Helmut Vester, Widukind von Korvei – ein Beispiel zur Wirkungsgeschichte Sallusts, in Altsprachlicher Unterricht, 21/1 (1978), pp. 5–23.
- (EN)  Sverre Bagge, Kings, politics, and the right order of the world in the German Historiography c. 950-1150, K. Brill NV, Leiden 2002 (Studies in the history of Christian thought;  103), pp. 23–94.
- (IT)  Paolo Chiesa, Widukindus Corbeiensis Monachus, in La trasmissione dei testi latini del Medioevo / Mediaeval Latin Texts and their Transmission, a cura di Paolo Chiesa e Lucia Castaldi, SISMEL Edizioni del Galluzzo, Firenze 2008, pp. 472–81.

### Dizionari
- Gerd Althoff, Widukind von Corvey, in Lexikon des Mittelalters Vol. IX, München 1998, Colonne 76–78.
- Wolfgang Wattenbach, Widukind, in Allgemeine Deutsche Biographie (ADB). Vol. XLII, Duncker & Humblot, Leipzig 1897, p. 369 f.
- Klaus Nass, Widukind, in Verfasserlexikon. Vol. X, Colonne 1000–1006.
- Matthias Springer, Widukind von Corvey, in  Reallexikon der Germanischen Altertumskunde (RGA). 2. Auflage. Vol. XXXIII, Walter de Gruyter, Berlin / New York 2006, ISBN 3-11-018388-9, pp. 586–592.
- Widukind de Corvey, in Dictionnaire des auteurs grecs et latins de l'Antiquité et du Moyen Age, a cura di Wolfgang Buchwald, Armin Hohlweg, Otto Prinz, trad. Jean Denis Berger, Jacques Billen, praef. Jacques Fontaine, Turnhout 1991, pp. 884–885.